# Pauwoogkeizersvis
De pauwoogkeizersvis (Pygoplites diacanthus) behoort tot de familie van engel- of keizersvissen en behoort tot het monotypische geslacht Pygoplites. De vis komt voor in de Rode Zee, Indische Oceaan en Stille Oceaan. Hij kan tot 25 cm groot worden.

## Leefwijze
De vis bevindt zich vaak in lagunen en langs de wanden van koraalriffen, in de buurt van grotten. Het voedsel bestaat vooral uit sponzen. De vis komt solitair of in paren voor. De vis is moeilijk houdbaar in aquaria en kan langdurig voedsel weigeren na transport.

## Anatomie
De kleur is zeer gevarieerd, met afwisselend verticale oranje, blauwe en witte strepen op het lichaam. De felle gestreepte kleuren kunnen dienen om de lichaamsvorm te vervagen, waardoor de vis voor andere roofvissen moeilijker te herkennen is. De aarsvin bevat blauwe en gele concentrische strepen, en het achterste deel van de rugvin is blauw. Deze kleuren hebben vermoedelijk ook een functie van camouflage. De blauwe plek op de staart (die op een oog lijkt) zou bijvoorbeeld mede kunnen dienen om belagers om de tuin te leiden. De staartvin en bek zijn geel gekleurd. Jonge exemplaren hebben een afwijkende kleur, met een grote zwarte plek op het onderste deel van de zachte rugvin.